# 에벨린 마테이

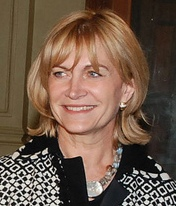

에벨린 로세 마테이 포르네트(스페인어: Evelyn Rose Matthei Fornet, 1953년 11월 11일~)는 칠레의 정치인으로 2011년 1월부터 2013년 7월까지 세바스티안 피녜라 대통령 밑에서 노동사회보장부 장관을 지냈다. 2013년 대선 당시 독립민주연합의 후보였던 그는 현재 프로비덴시아 구의 구청장이다(2016-2020).
칠레 교황가톨릭대학교의 교수를 거쳐 민간회사의 경영을 담당했으며, 1989년 민주화 직후 이듬해 23번 선거구의 국회의원으로 출마해 당선되었다. 2선 국회의원을 지냈으며, 이후 상원으로 출마해 두 번을 지내다가 2011년 내각에 입각하면서 사임하게 되었다.
그는 정치 외에도 뛰어난 피아니스트로도 활동하고 있다.

## 역대 선거 결과
| 선거명      | 직책명        | 대수 | 정당         | 1차 득표율 | 1차 득표수  | 2차 득표율 | 2차 득표수  | 결과 | 당락 |
| ----------- | ------------- | ---- | ------------ | ---------- | ----------- | ---------- | ----------- | ---- | ---- |
| 2013년 선거 | 칠레의 대통령 | 41대 | 독립민주연합 | 25.03%     | 1,648,481표 | 37.83%     | 2,111,891표 | 2위  | 낙선 |